# Стайко Запартов
Стайко Делков (Дялков) Запартов е български революционер, войвода на Вътрешната тракийска революционна организация.

## Биография
Роден е на 5 януари 1880 година като най-малко дете в заможното чифликчийско семейство на Дялко и Чана Запартови. Чифликът им е разположен на 20 km източно от тракийското село Сачънли и поради ключовото си положение е база на Вътрешната македоно-одринска революционна организация. В 1905 година местната революционна организация е разкрита и бащата на Стайко Запартов и брат му са пребити от бой, а Стайко става нелегален и скоро се присъединява към четата на Тане Николов. Три дена по-късно участва в голямото сражение при село Манастир на четите на Николов и Христо Арнаудов с османска войска. Четите са предадени и обсадени в една чобанска колиба в местността Крушата. След дълго сражение четите пробиват обръча и се оттеглят. Запартов минава в четата на Арнаудов, а Тане Николов остава в България да се лекува, ранен от бомбата на четника предател Янко.
След Младотурската революция в 1908 година се легализира и се връща в Сачанли. Повикан е в османската войска и отново става нелегален. През септември - октомври 1913 година Стайко Запартов е един от водачите на четата на Руси Славов, охраняваща бягащите на север тракийски българи.
Служи в българската армия по време на Първата световна война. През 1919 – 1921 г. осигурява охрана на бягащите от Беломорска Тракия в България. За борба с четата му е създадена гръцка контрачета, на която е поставена задачата да ликвидира Запартов. Тогава той живее в несъществуващото днес село Рахманлар, Ортакьойско. На Великден 1921 г. гърците правят опит за покушение срещу него и приятеля му Рафаил Каракачанов и войводата е тежко ранен. Убити са шест души. Двамата войводи са откарани в Пловдив, където им е оказана медицинска помощ. След шест месеца лечение се завръщат в родния край. През ноември 1922 г. войводата Запартов заедно с четата си се присъединява към Българо-турската вътрешна революционна организация и взема участие в редица въоръжени акции. След разцеплението на Вътрешната тракийска революционна организация през 1923 година той се оттегля от активна революционна дейност.
Стайко Запартов оставя ценни спомени за революционните борби.